# Genaro V. Vásquez
Genaro V. Vásquez (Santa Cruz Xoxocotlán, Oaxaca; 10 de julio de 1892-Ciudad de México, 22 de mayo de 1967) fue un abogado, juez, notario y político mexicano. Fue gobernador de Oaxaca de 1925 a 1928 y procurador general de la República en el gobierno de Lázaro Cárdenas de 1937 a 1940.

## Biografía
Nacido en Santa Cruz Xoxocotlán, Oaxaca. Después de la enseñanza primaria, aprendió teneduría de libros y en la Escuela Normal para Profesores de Oaxaca, y se graduó de Profesor Normalista. Estudió en el Instituto de Ciencias y Artes de Oaxaca, en donde curso la carrera de licenciado en derecho.
Diputado federal por el estado de Oaxaca (1918), secretario general del gobierno, siendo gobernador del estado el general Alfredo Rodríguez y electo nuevamente diputado federal (1922), delegado de México a la VII Conferencia Interparlamentaria, celebrada en Washington y Ottawa, Canadá (1925), Senador de la república por el estado de Oaxaca (1930), Secretario General del Departamento del Distrito Federal. 
Ministro de la Suprema Corte de Justicia de la Nación, presidente de la Sala Administrativa (1934), jefe del Departamento del Trabajo, hoy Secretaría del Trabajo y Previsión Social, en el gobierno de Lázaro Cárdenas (1935), procurador general de la República durante el gobierno del general Lázaro Cárdenas (1937) y notario público en Tlalnepantla, Estado de México, cargo que desempeñaba al morir. Muere en la Ciudad de México el 22 de mayo de 1967. 
También fue autor de varias obras, entre las que destacan Pensamiento Político y Social de Morelos, Sociología del Estado de Oaxaca y Biografía de Juárez.